# Vĩ cầm
Vĩ cầm hay Vi-ô-lông, Tiểu Đề cầm là loại đàn có kích thước nhỏ nhất và có âm vực cao nhất trong họ vĩ cầm. Đàn gồm có bốn dây, mỗi dây cách nhau một quãng năm đúng. Vĩ cầm phát triển vào thế kỉ 16 ở Ý và tiếp tục được cải tiến trong suốt thế kỉ 18 và 19. Loại đàn dùng cho người lớn có chiều dài khoảng 60 cm, rộng khoảng 20 cm, và luôn có kèm một cây vĩ có dây làm bằng lông đuôi ngựa, loại cao cấp hơn có thể làm bằng vây của cá voi nhưng ngày nay thường được làm bằng chất liệu ni lông hóa học có tính đàn hồi và khả năng sử dụng cao hơn. Đàn được làm từ các loại gỗ khác nhau như gỗ phong, vân sam... còn dây đàn được làm bằng thép hoặc ni lông. Người chơi vĩ cầm tạo ra âm thanh nhờ kéo hoặc gẩy đàn bằng tay phải và bấm nốt bằng tay trái. Vĩ cầm được sử dụng trong nhiều thể loại nhạc, bao gồm nhạc cổ điển, nhạc Baroque, jazz, âm nhạc dân gian và cả nhạc rock.
Họ vĩ cầm còn có ba loại khác là: viola, cello và contrebasse

## Lịch sử
== 
- Câu đề mục

Chữ đậm ==
humb|230px|left|Bức tranh San Zaccaria Altarpiece của Giovanni Bellini, Venice 1505.]]
Nhạc cụ dây ra đời sớm nhất chủ yếu được chơi bằng cách gẩy vào dây đàn (ví dụ như đàn lyre của Hi Lạp). Nhạc cụ dây dùng vĩ có lẽ bắt nguồn từ vùng đất Trung Á. Những người thuộc dân tộc Turk và Mông Cổ được xem như là những nhạc công đầu tiên sử dụng nhạc cụ dây dùng vĩ. Nhạc cụ của họ gồm hai dây, cả dây đàn và vĩ kéo đều làm từ lông đuôi ngựa. Nhạc cụ dây lan rộng đến Trung Quốc, Ấn Độ, Đế quốc Đông La Mã (Byzantine) và Trung Đông, sau đó được phát triển thành đàn erhu, đàn rebab, đàn lyra và đàn esraj.
Vĩ cầm bốn dây đầu tiên được cho là của Andrea Amati, sản xuất năm 1555 (các loại vĩ cầm khác xuất hiện sớm hơn và chỉ có ba dây, được gọi là violetta). Vĩ cầm lập tức trở nên phổ biến với những nhạc công đường phố cho đến giới quý tộc.
Những thợ làm đàn nổi tiếng nhất từ thế kỉ 16 đến thế kỉ 18 tập trung ở Brescia và Cremona, Ý, gồm có Dalla Corna, Micheli, Inverardi, Gasparo da Salò, Giovanni Paolo Maggini, Amati, Guarneri và Stradivari.
Ngày nay, các nhạc cụ từ thời hoàng kim của chế tác vĩ cầm, nhất là những cây đàn được làm bởi Stradivari và Guarneri del Gesù, được nhiều nghệ sĩ và các nhà sưu tầm săn lùng. Kỉ lục hiện nay là cây đàn Lady Blunt của Stradivari, được bán với giá 9.8 triệu bảng Anh vào ngày 20/6/2011.

## Cấu tạo

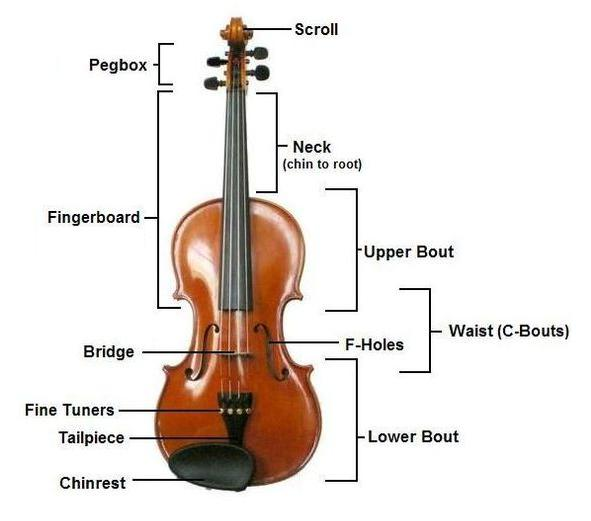
Cấu tạo một cây vĩ cầm

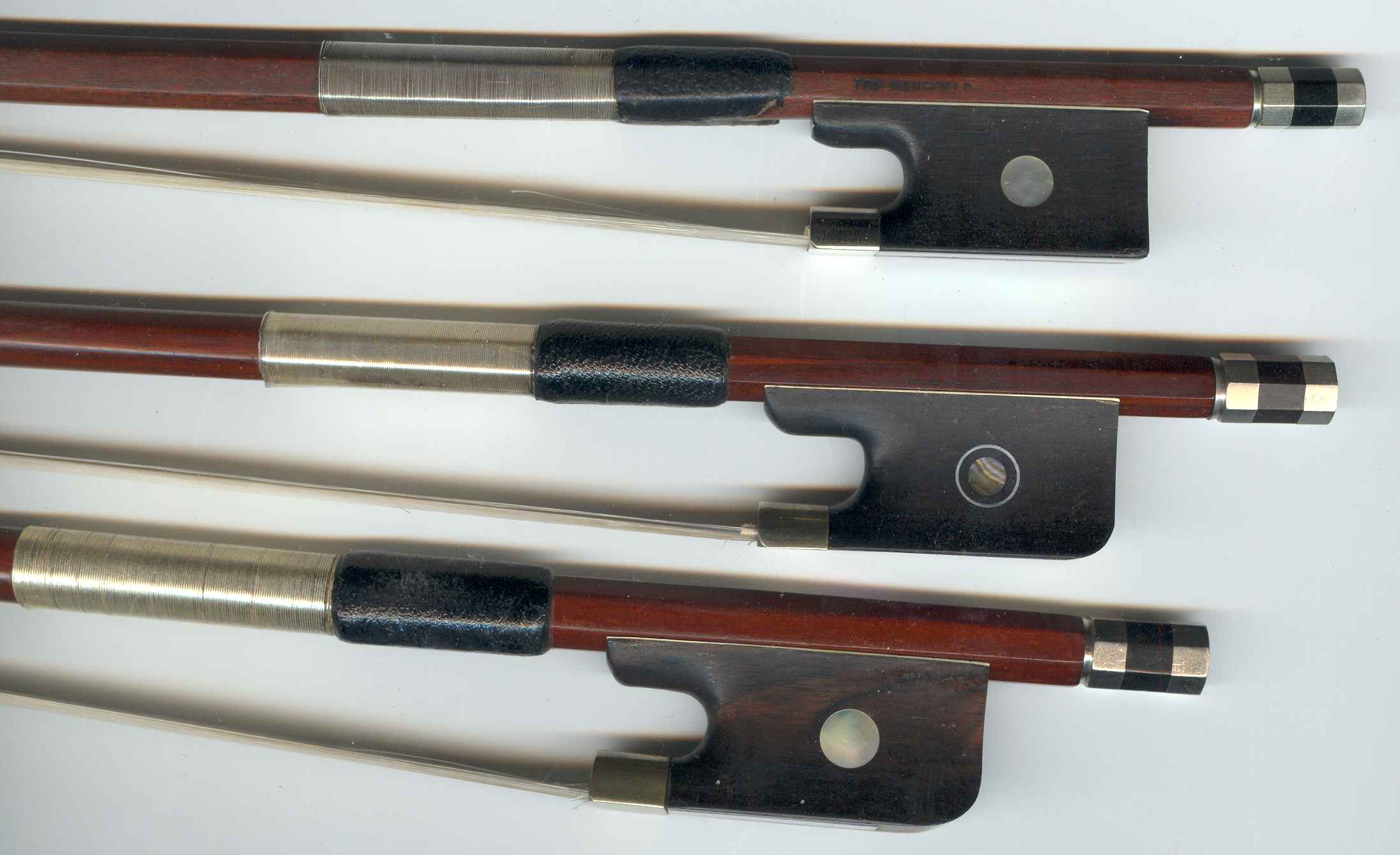
Vĩ dành cho vĩ cầm, viola và cello (violoncelle)

Thân vĩ cầm hầu như được làm toàn bộ bằng gỗ. Một cây vĩ cầm truyền thống thường có mặt trước và mặt sau làm bằng gỗ vân sam, hai bên và cổ làm bằng gỗ thông. Hai mặt đàn thường được chế tạo thủ công. Để chế tạo mặt bên đàn, người ta hun nóng gỗ và uốn quanh các khuôn. Nhìn từ phía trước, thân vĩ cầm có thể chia làm ba bộ phận: phần trên và phần dưới nở rộng, phần giữa hẹp giới hạn bởi hai chữ C quay lưng vào nhau. Hai khe hình chữ S và tấm nâng nằm ở gần như chính giữa thân đàn. Phía trên thân đàn là cần đàn, tiếp đến là hộp chốt và cuộn xoắn ốc. Cần đàn, hộp chốt và cuộn xoắn thường được tạc từ một mảnh gỗ nguyên. Gắn liền với cần đàn và kéo dài xuống đến phần giữa của thân đàn là bàn phím. Bàn phím là một thanh gỗ, thường là gỗ thông, được đẽo cong về hai bên và được dán lên cần đàn. Nơi tiếp nối giữa bàn phím và hộp chốt có một mảnh gỗ nhô lên đỡ lấy dây đàn gọi là mấu. Hộp chốt gồm bốn chốt lên dây. Người ta thường dùng gỗ mun để làm các chốt lên dây, bàn phím và mấu, ngoài ra có thể dùng các loại gỗ khác có màu tối như hoàng dương hoặc hồng mộc. Chốt mắc dây gắn ở phần dưới thân đàn, thường được làm bằng gỗ mun hoặc các loại gỗ khác có màu tối, nhưng ngày nay có thể làm bằng nhựa hoặc các vật liệu tổng hợp. Chốt mắc dây vừa dùng để gắn dây với thân đàn, vừa có thể dùng để lên dây với biên độ hẹp và độ chính xác cao. Ngựa đàn là một mảnh gỗ hoặc nhựa nâng dây đàn lên khỏi mặt đàn, truyền dao động của dây đến cột trụ và thanh dọc bên trong. Ngựa đàn không bị gắn chặt vào thân đàn mà được các dây đàn giữ ở đúng vị trí. Các khe hình chữ S ở hai bên ngựa đàn, làm nhiệm vụ cho không khí đi vào và đi ra khỏi hộp đàn, tạo nên âm thanh. Ngoài ra các khe hình chữ S còn cho phép tiếp cận với những phần bên trong hộp đàn nếu cần sửa chữa. Bên trong vĩ cầm có hai bộ phận quan trọng: que chống và thanh dọc. Que chống bị kẹp giữa mặt trước và mặt sau của đàn, còn thanh dọc thì được dán lên phía trong của mặt trước, song song với dây đàn. Ngoài chức năng tăng cường sức chịu lực của mặt đàn, hai bộ phận trên còn có tác dụng truyền dao động của dây xuống hộp đàn.
Dây vĩ trước kia được làm từ ruột ngựa (hoặc trâu, bò, cừu). Ngày nay dây đàn có thể làm bằng ruột động vật, thép hoặc các vật liệu tổng hợp và được bọc ngoài bởi dây kim loại. Dây mi thường không được bọc ngoài và làm bằng thép trần hoặc được mạ vàng. Người chơi vĩ cầm thường phải thay dây khi nó không còn giữ được âm thanh và độ căng như ban đầu.
Theo truyền thống, vĩ được làm bằng gỗ còn dây vĩ làm từ lông đuôi ngựa, nhưng cũng có lúc lông nhân tạo được dùng để thay thế. Ngày nay, người ta còn dùng thủy tinh hữu cơ và sợi carbon để làm vĩ. Dây vĩ được phủ colophane (nhựa thông) định kì để làm tăng độ ma sát với dây đàn. Dây vĩ được kéo căng nhờ một con ốc gắn ở quai (bộ phận mà người chơi giữ lấy khi đang chơi đàn). Vĩ dành cho violin dài khoảng 29 inch (75 cm), rộng 3 cm và nặng khoảng 60 g (2.1 oz).

## Kích cỡ

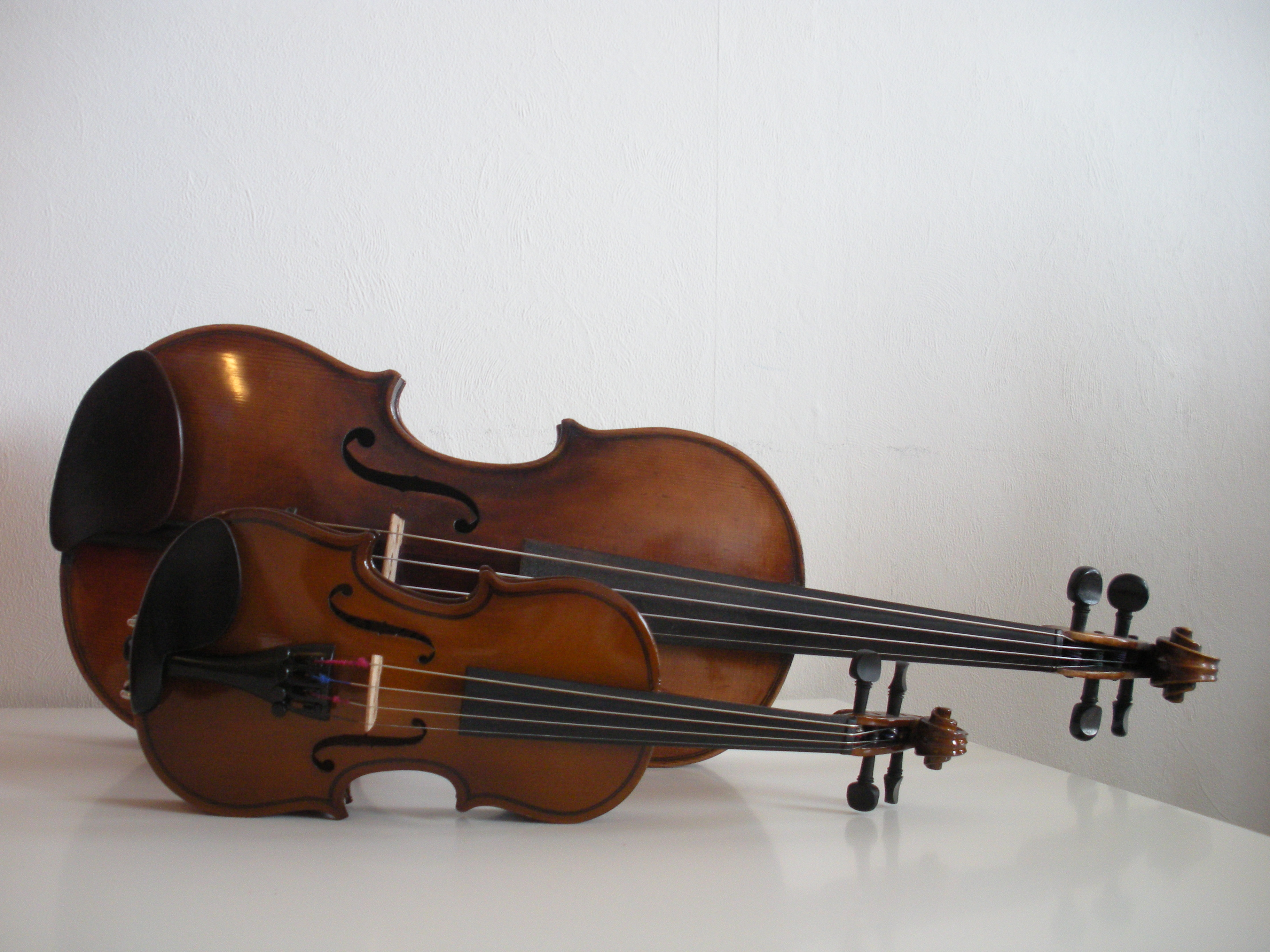
Đàn cỡ 1/16 so với đàn cỡ 4/4

Vĩ cầm có nhiều kích cỡ khác nhau để phù hợp với người chơi đàn. Ngoài cỡ lớn nhất 4/4, còn có cỡ 3/4, 1/2, 1/4, 1/8, 1/10, 1/16, 1/32, thậm chí là 1/64. Đàn với kích cỡ nhỏ thường hiếm được sản xuất và chủ yếu là được đặt hàng riêng. Độ dài của riêng phần hộp đàn đối với cỡ 4/4 là khoảng 14 inch (35 cm), cỡ 3/4 là khoảng 13 inch (33 cm) và cỡ 1/2 là khoảng 12 inch (30 cm).

## Lên dây đàn

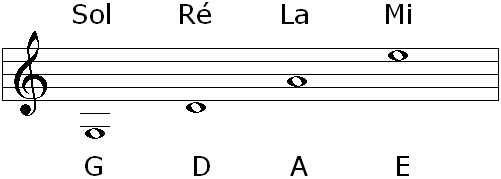

Cao độ của các nốt trên vĩ cầm thường được điều chỉnh bằng cách vặn chốt hoặc dùng dụng cụ chỉnh gắn trên chốt mắc dây. Dây vĩ cầm được lên với cao độ sol - rê - la - mi. Tuy nhiên, trong một vài trường hợp, người chơi có thể lên dây không đúng với cao độ chuẩn, ví dụ dây sol được điều chỉnh lên một cung thành la. Cách lên dây không đúng chuẩn này được gọi là ''scordatura'' hoặc ''cross-tuning''. Ví dụ như trong ''Danse Macabre'' của Saint-Saëns, đàn violin solo có dây mi được hạ thấp xuống thành mi giáng hoặc trong chương thứ ba của bản ''Contrast'' (Béla Bartók), dây mi cũng được hạ xuống thành mi giáng và dây sol được nâng lên thành sol thăng. Thông thường, người chơi lên dây la trước tiên (440 Hz) sau đó kéo hai dây liền một lúc để kiểm tra cao độ.

## Kĩ thuật chơi đàn

Thế bấm thứ nhất

Cách cầm đàn: Đặt đàn lên vai trái, để cằm lên trên miếng đỡ cằm (chinrest). Tay trái cầm vào cần đàn, làm nhiệm vụ bấm nốt, còn tay phải cầm vĩ. Có hai cách chơi đàn là kéo (arco) và gẩy (pizzicato).
Vĩ cầm không có phím như dương cầm hay ghi-ta nên người chơi phải nhớ chính xác vị trí các nốt trên dây qua việc luyện tập và luyện nghe thường xuyên. Người mới bắt đầu có thể dùng băng dính dán lên các vị trí nốt nhạc hoặc chấm bút xóa trắng lên cần đàn.
Các ngón tay được đánh số từ 1 đến 4, trong đó ngón trỏ là số 1, ngón giữa là số 2, ngón áp út là số 3 và ngón út là số 4. Số 0 dùng để chỉ dây buông. Thường thì các bản nhạc được đánh số ngón tay chỉ dẫn để tạo thuận lợi cho người chơi.
Vị trí của các thế tay trên cần đàn được gọi là thế bấm. Người mới bắt đầu thường học thế bấm thứ nhất trước tiên vì đây là thế bấm thông dụng nhất trong các loại đàn dây (tuy nhiên một số phương pháp dạy thế bấm thứ ba trước). Nốt thấp nhất trong hệ âm chuẩn là dây buông sol, nốt cao nhất trong thế một là si, hoặc với tay lên nửa cung thành nốt đô. Di chuyển ngón cái dọc cần đàn, bấm ngón 1 vào nốt thứ hai của thế bấm thứ nhất tức là chuyển lên thế hai, bấm ngón 1 vào nốt thứ ba của thế bấm thế nhất tức là chuyển lên thế ba... Chuyển từ thế bấm này sang thế bấm khác được gọi là chuyển thế (shifting). Người ta thường gọi tên các thế tay thấp hơn thế 7, các thế cao hơn thường không gọi tên. Thế tay cao nhất thực ra là thứ 15.
Kéo hoặc gẩy vào các dây buông tạo ra âm thanh khác so với những nốt bấm cùng cao độ. Ngoại trừ dây buông thấp nhất là sol, các dây buông khác thường bị tránh trong một số lối chơi cổ điển vì có âm thanh sắc hơn và không thể rung được. Trong một vài trường hợp, các nhà sọan nhạc cố ý sử dụng dây buông để tạo ra âm thanh đặc biệt hoặc dùng để chơi trong những đoạn nhạc có tốc độ nhanh. Dây buông cũng được kéo đồng thời với nốt bấm cùng cao độ để tăng âm lượng, nhất là khi chơi trong dàn nhạc giao hưởng.
Hợp âm là hai hay nhiều nốt được chơi cùng một lúc. Trong khi tay trái chặn các phím, tay phải kéo trên hai dây hoặc lướt qua các dây.
Âm bồi (harmonic)
- Tự nhiên: Dùng ngón tay đặt hờ lên 1 vị trí nhất định của dây đàn, kéo vĩ ta có âm bồi. Ký hiệu số 0 trên nốt. Vĩ cầm chơi được nhiều nhất 4 âm bồi trên mỗi dây.
- Nhân tạo: Dùng 1 âm bấm chính và 1 âm bấm hờ, tạo ra âm thứ 3 là âm bồi.

Khoảng cách giữa âm chính và âm hờ càng gần thì âm 3 càng cao.
1. Khoảng cách giữa âm chính và âm hờ = một quãng 5 đúng thì âm bồi cách âm chính một quãng 8 đúng + một quãng 5 đúng.
2. Khoảng cách giữa âm chính và âm hờ = một quãng 4 đúng thì âm bồi cách âm chính hai quãng 8 đúng.
3. Khoảng cách giữa âm chính và âm hờ = một quãng 3 trưởng thì âm bồi cách âm chính hai quãng 8 đúng + một quãng 3 trưởng.
4. Khoảng cách giữa âm chính và âm hờ = một quãng 3 thứ thì âm bồi cách âm chính hai quãng 8 đúng + một quãng 5 đúng.

Rung (vibrato) là một kĩ thuật của bàn tay và cánh tay trái. Ngón bấm phải di chuyển nhanh và nhẹ trên một quãng rất ngắn, làm cho các nốt ngân dài hay và truyền cảm hơn. Có hai cách rung là rung cổ tay và rung cánh tay. Thường thì các nghệ sĩ kết hợp giữa hai kiểu rung này để tạo ra sự đa dạng trong hiệu ứng âm thanh.
Ngoài ra, còn có các kĩ thuật kéo đàn khác như Legato, Collé, Ricochet, Sautillé, Martelé, Cog legno, Tremolo, Sordino (mute), Spiccato và Staccato...
- Legato: kéo liền tiếng đàn, ký hiệu vòng cung nối giữa các nốt
- Staccato: âm thanh sắc, gọn, ký hiệu dấu chấm trên nốt, khác với Staccato volante: có dấu legato dưới các nốt có chấm.
- Martele: nảy các nốt tốc độ không nhanh, cường độ mạnh vừa phải, ký hiệu dấu phẩy
- Sautile: nảy các nốt tốc độ nhanh, cường độ yếu, ký hiệu như Martele
- Santando: vung archet lên, cho nảy vài nốt trên dây đàn
- Portamento: nhấn từng nốt, cường độ đều nhau
- Trill: láy
- Tremollo: vê
- Con surdino: hãm, làm cho tiếng xa xăm, nhỏ yếu.
- Cog legno: dùng sống lưng cây vĩ hoặc cả sống lưng cùng dây vĩ đập vào dây đàn
- Marcato: sử dụng ở gốc archet
- Glissando: vuốt

Kĩ thuật gẩy trên dây đàn được gọi là pizzicato hoặc pizz.. Tay phải giữ chắc vĩ và gẩy bằng ngón giữa. Trong một vài trường hợp khi không thể gẩy bằng tay phải hoặc với mục đích trình diễn ấn tượng, các nghệ sĩ gẩy đàn bằng tay trái. Một ngón tay (thường là ngón giữa), bấm vào nốt cần chơi, còn ngón áp út hoặc ngón út làm nhiệm vụ gẩy. Ký hiệu gẩy bằng tay trái trong bản nhạc là một dấu cộng (+) ở phía trên hoặc ngay dưới nốt nhạc.